# Salutació romana

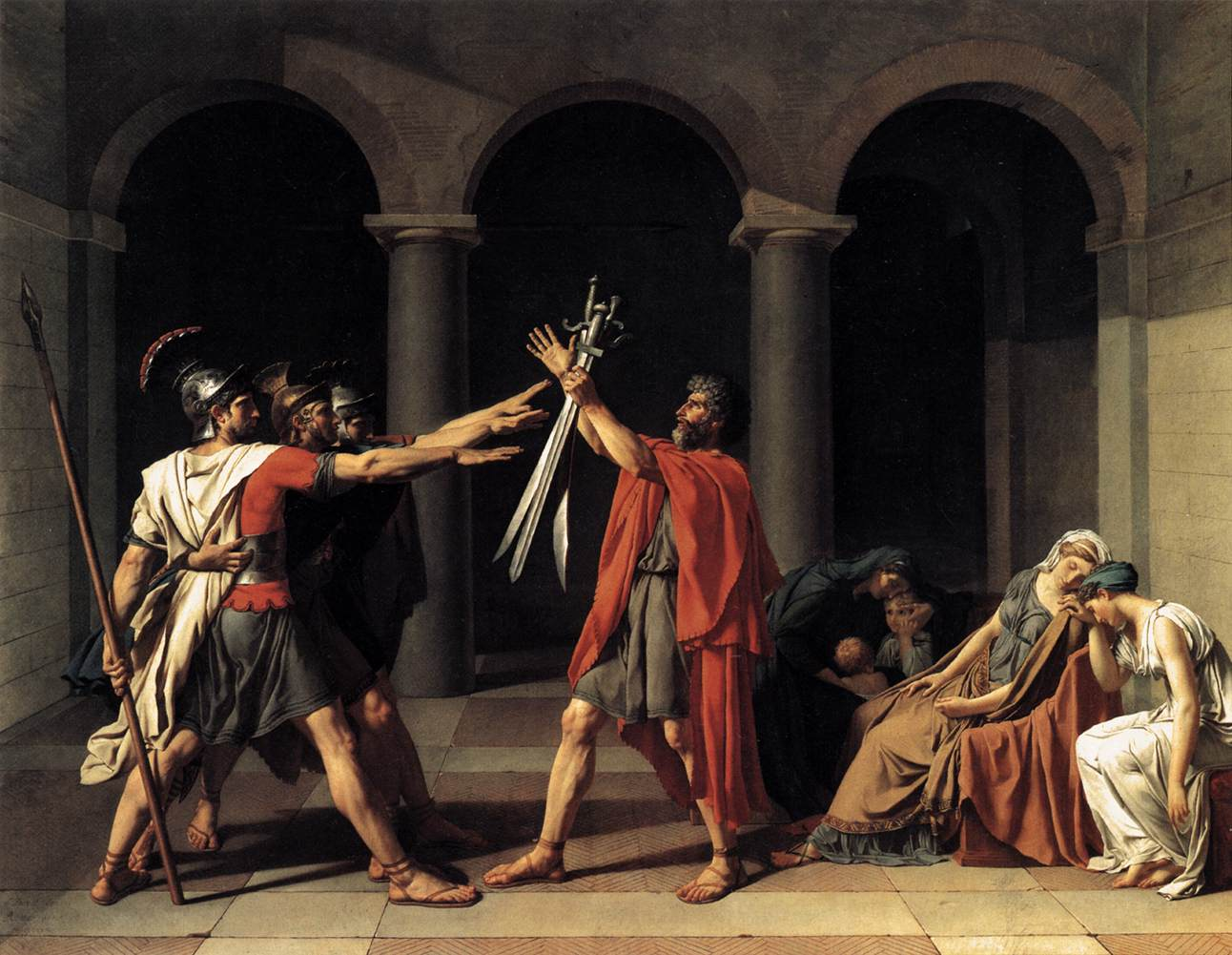
En la pintura El jurament dels Horacis es representa la salutació romana, amb el braç estès i el palmell cap avall.

La salutació romana és una salutació en el qual una persona estén el seu braç cap endavant, de manera recta, amb el palmell de la mà cap avall. El braç sol estendre's de manera paral·lela al terra o formant un angle indeterminat cap amunt.
Malgrat el nom d'aquest gest, la interpretació d'aquest com una «salutació» ha evolucionat a través del temps i no està comprovat, ni a través de textos ni de monuments, que en l'antiga Roma s'utilitzés com a forma de saludar.

## Història

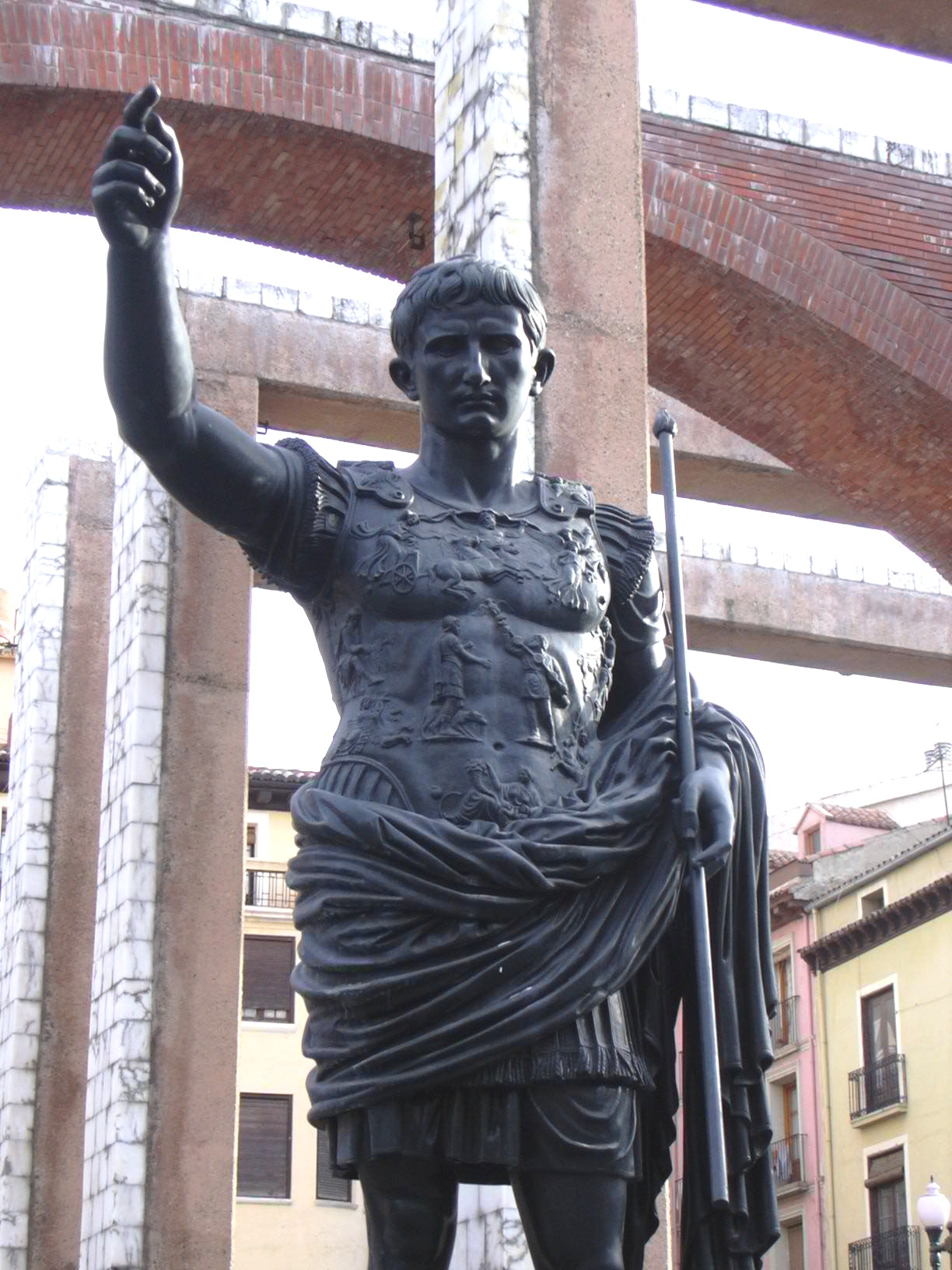
Estàtua d'August que, vestit de soldat amb toga de civil, fa un gest de pau

En la columna de Trajà, a Roma, apareixen diversos exemples que han estat usats com a testimonis de la «salutació romana», en relleus on es mostra legionaris saludant l'emperador, així com en les estàtues d'alguns emperadors com August, o en l'estàtua eqüestre de Marc Aureli. També existeix un relleu del segle ii trobat prop de Efes on apareix aquesta salutació en la il·lustració dels funerals d'un oficial militar, sent possible veure a manera de salutació braços estesos cap endavant, amb el palmell de la mà oberta i cap al sòl, en un angle de 45 graus. En tots els casos resulta incert que tals gestos existissin com una forma habitual de saludar.
La «salutació romana», va aparèixer (o va reaparèixer) en motius pictòrics d'ençà el segle xviii, quan en plena expansió de la Il·lustració els intel·lectuals i filòsofs van revalorar les institucions tradicionals de l'antiga República Romana i entre elles li van donar a la suposada «salutació romana» un significat cívic o heroic.
Un exemple d'això apareix en les pintures d'estil neoclàssic del francès Jacques-Louis David, com a Jurament del Joc de Pilota de 1792 en què es mostren els revolucionaris francesos fent la salutació romana o el El jurament dels Horacis de 1784, presentant amb aquest mateix gest en un episodi llegendari de Roma. Incús a l'any 1810, en ple règim de Napoleó Bonaparte, David va pintar per encàrrec governamental La distribució de les àguiles mostrant el propi Napoleó I lliurant estendards amb figures d'àguiles als regiments de l'exèrcit francès, els soldats del qual realitzen la salutació romana. Aquestes pintures de David van inspirar posteriors il·lustracions al llarg del segle xix en tot Europa, mostrant novament la «salutació romana» com a element solemne, tot i que servint més com a senyal de jurament que com una salutació pròpiament dita.

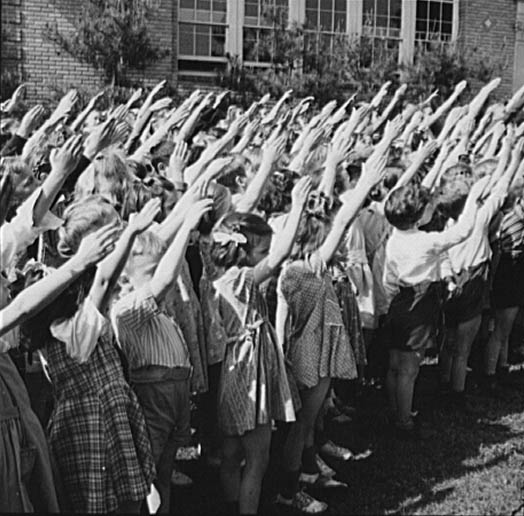
Salutació Bellamy, versió nord-americana de la salutació romana, prohibida l'any 1942

Amb aquest significat va ser que el clergue nord-americà Francis Bellamy va aconseguir que el govern dels Estats Units establís una versió de la «salutació romana» com a gest de salutació en el seu Jurament de Lleialtat a la bandera en 1892: el braç estès cap al cel, amb una lleu inclinació cap endavant, formant un angle agut, una salutació que prendria el nom de «salutació Bellamy».

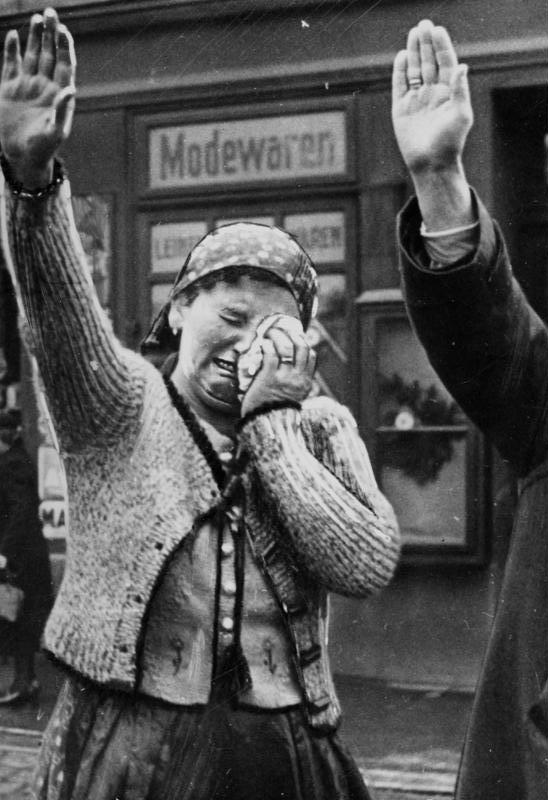
Dones saluden el pas de soldats nazis durant l'Anschluss l'octubre de 1938

El significat polític de la salutació va sorgir al setembre de 1919 quan un grup armat de 2000 italians, dirigits pel poeta Gabriele D'Annunzio, va prendre per assalt la ciutat de Fiume (actual ciutat de Rijeka a Croàcia) i va establir-hi un govern ultranacionalista que reclamava l'annexió de Fiume a Itàlia i adoptava idees típicament feixistes, utilitzant la «salutació romana» per identificar-se. Semblant acció va servir per inspirar Benito Mussolini, líder del feixisme italià que aprovava les idees de D`Annunzio i després va adoptar la «salutació romana» com a element distintiu dels seus seguidors. El gest mateix servia per a la propaganda feixista a l'efecte d'associar al règim de Mussolini amb la recuperació de les tradicions de l'Imperi Romà, prenent-lo com a model.
Després de 1922, Mussolini va instruir el Partit Nacional Feixista d'Itàlia a exigir que la «salutació romana» fos utilitzada obligatòriament pels seus seguidors i després per tota la població italiana en senyal d'adhesió al règim. La salutació romana va servir llavors com a model per a la salutació nazi usat posteriorment per Adolf Hitler i els seus seguidors a Alemanya. També va servir com a model per a la dictadura franquista a Espanya. La similitud entre la salutació romana i la «salutació Bellamy» va causar que el govern dels Estats Units prohibís aquesta última des de l'any 1942.

## En l'actualitat
Després de la Segona Guerra Mundial, la salutació romana va quedar fortament associada a les idees del feixisme i del nazisme, per la qual cosa la seva utilització ha estat rebutjada informalment per gairebé tothom, fins i tot en països que l'havien copiat per mantenir relacions amistoses amb l'Eix en la contesa, com és el cas d'Espanya, on el règim de Francisco Franco va deixar d'emprar-lo oficialment la salutació romana poc després de 1945. Avui dia, només l'utilitzen grups neonazis i neofeixistes.
Actualment a Itàlia, la salutació romana està prohibida per llei des del 20 de juny de 1952, i l'any 1993, però només es considera infracció quan s'usa per «realitzar manifestacions exteriors de caràcter feixista». Pot ser castigat amb un màxim de sis mesos de presó i multes. Recentment el futbolista italià Paolo di Canio va causar gran controvèrsia l'any 2005 quan va usar la salutació romana per dirigir-se als seguidors del club Società Sportiva Lazio en el final de diversos partits de la primera divisió del futbol italià.

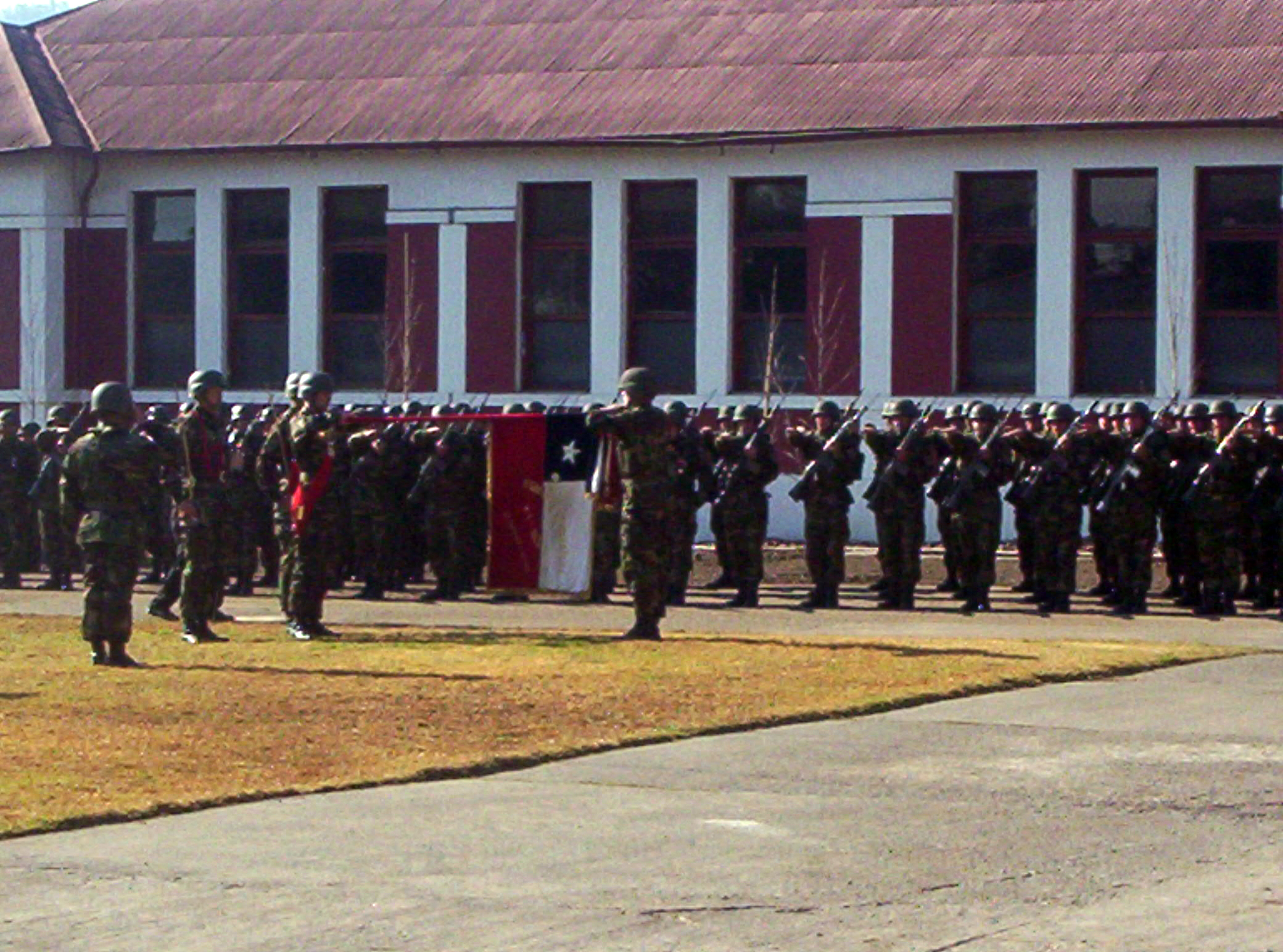
Soldats xilens fan el jurament a la bandera amb el seu braç gairebé horitzontal

La salutació romana és més correctament empleada al cinema en les pel·lícules ambientades en l'Imperi Romà com Ben Hur, Quo Vadis?, Espartaco o Gladiator, restituint aquest gest de respecte com a costum romà, donant més realisme als films.
Durant el jurament a la bandera en alguns països com Xile s'utilitza la salutació romana Als Estats Units es realitzava la salutació Bellamy, que en els seus inicis era similar a la salutació romana, en tots els casos el braç està elevat a la mateixa altura que l'espatlla. En arribar la Segona Guerra Mundial, aquesta salutació generava confusions amb la salutació feixista, per la qual cosa l'any 1942 el Congrés dels Estats Units va modificar la salutació en favor de posar la mà al cor de principi a fi del jurament.